# Zavala County
Zavala County je okres ve státě Texas v USA. K roku 2010 zde žilo 11 677 obyvatel. Správním městem okresu je Crystal City. Celková rozloha okresu činí 3 372 km².